# Lokasenna
Lokasenna (A discussão de Loki, O sarcasmo de Loki) é um poema do Edda poética. Neste poema os deuses trocam insultos com Loki.
Loki, entre outras coisas, acusa os deuses de impropriedade sexual moralista pela prática do seid e seus preconceitos. Não são aparentemente as mais graves das acusações, no entanto deve notar-se que é precisamente por estas fraquezas que em última instância conduzem ao início do Ragnarök, como é dito no poema Völuspá.